# Primera División de Chile 1974
El Campeonato Nacional de Fútbol de la Primera División de 1974 fue el torneo disputado en la 42ª temporada de la máxima categoría del fútbol profesional chileno, con la participación de 18 equipos.
El torneo se jugó en dos rondas con un sistema de todos-contra-todos, siendo además la primera temporada en la que se disputó la Liguilla Pre-Libertadores.
El campeón fue Huachipato, que logró su primer campeonato en la historia.

## Equipos por provincia
| Provincia   | N.º | Equipos                                                                                    |
| ----------- | --- | ------------------------------------------------------------------------------------------ |
| Santiago    | 6   | Colo-Colo, Deportes Aviación, Magallanes, Palestino, Unión Española y Universidad de Chile |
| Concepción  | 4   | Deportes Concepción, Huachipato, Lota Schwager y Naval                                     |
| Valparaíso  | 2   | Santiago Wanderers y Unión La Calera                                                       |
| Antofagasta | 1   | Regional Antofagasta                                                                       |
| Coquimbo    | 1   | Deportes La Serena                                                                         |
| Aconcagua   | 1   | Unión San Felipe                                                                           |
| O'Higgins   | 1   | O'Higgins                                                                                  |
| Talca       | 1   | Rangers                                                                                    |
| Cautín      | 1   | Green Cross Temuco                                                                         |

## Tabla Final
| Pos | Equipo               | PJ | PG | PE | PP | GF | GC | Dif | Pts |
| --- | -------------------- | -- | -- | -- | -- | -- | -- | --- | --- |
| 1   | Huachipato           | 34 | 24 | 6  | 4  | 63 | 30 | 33  | 54  |
| 2   | Palestino            | 34 | 21 | 10 | 3  | 74 | 41 | 33  | 52  |
| 3   | Colo-Colo            | 34 | 21 | 9  | 4  | 78 | 43 | 35  | 51  |
| 4   | Unión Española       | 34 | 18 | 10 | 6  | 68 | 42 | 26  | 46  |
| 5   | Magallanes           | 34 | 16 | 7  | 11 | 61 | 47 | 14  | 39  |
| 6   | Deportes Concepción  | 34 | 13 | 10 | 11 | 47 | 45 | 2   | 36  |
| 7   | Green Cross-Temuco   | 34 | 9  | 16 | 9  | 36 | 40 | -4  | 34  |
| 8   | Naval                | 34 | 11 | 11 | 12 | 43 | 43 | 0   | 33  |
| 9   | O'Higgins            | 34 | 11 | 10 | 13 | 44 | 45 | -1  | 32  |
| 10  | Deportes Aviación    | 34 | 10 | 12 | 12 | 51 | 59 | -8  | 32  |
| 11  | Lota Schwager        | 34 | 8  | 14 | 12 | 49 | 48 | +1  | 30  |
| 12  | Regional Antofagasta | 34 | 11 | 8  | 15 | 45 | 64 | -19 | 30  |
| 13  | Universidad de Chile | 34 | 11 | 6  | 17 | 63 | 63 | 0   | 28  |
| 14  | Deportes La Serena   | 34 | 8  | 12 | 14 | 55 | 56 | -1  | 28  |
| 15  | Santiago Wanderers   | 34 | 9  | 10 | 15 | 55 | 61 | -6  | 28  |
| 16  | Rangers              | 34 | 9  | 7  | 18 | 45 | 72 | -27 | 25  |
| 17  | Unión La Calera      | 34 | 5  | 9  | 20 | 43 | 87 | -44 | 19  |
| 18  | Unión San Felipe     | 34 | 4  | 7  | 23 | 42 | 76 | -34 | 15  |

PJ=Partidos jugados; PG=Partidos ganados; PE=Partidos empatados; PP=Partidos perdidos; GF=Goles a favor; GC=Goles en contra; Dif=Diferencia de gol; Pts=Puntos
|  | Campeón. Clasifica a Copa Libertadores 1975. |
|  | Clasifica a la Liguilla Pre-Libertadores.    |
|  | Desciende a Segunda División.                |

## Campeón
| Chile                |
| Huachipato 1º Título |

## Liguilla Pre-Libertadores

### Tabla de posiciones
| Pos | Equipo             | PJ | PG | PE | PP | GF | GC | Dif | Pts |
| --- | ------------------ | -- | -- | -- | -- | -- | -- | --- | --- |
| 1   | Colo-Colo          | 3  | 2  | 0  | 1  | 9  | 4  | 5   | 4   |
| 2   | Unión Española     | 3  | 1  | 2  | 0  | 5  | 3  | 2   | 4   |
| 3   | Palestino          | 3  | 0  | 2  | 1  | 4  | 6  | -2  | 2   |
| 4   | Santiago Wanderers | 3  | 0  | 2  | 1  | 3  | 8  | -5  | 2   |

PJ=Partidos jugados; PG=Partidos ganados; PE=Partidos empatados; PP=Partidos perdidos; GF=Goles a favor; GC=Goles en contra; Dif=Diferencia de gol; Pts=Puntos
|  | Clasifican a la final de desempate por la liguilla |

### Final de Desempate
| 13 de febrero de 1975                                 | Unión Española                      | 2:1 (1:1) | Colo-Colo  | Estadio Nacional, Santiago                                     |                                                                |
|                                                       | Galindo 14' (a.g.) · Spedaletti 75' |           | Araneda 8' | Asistencia: 48.886 espectadores Árbitro(s): Mario Lira (Chile) | Asistencia: 48.886 espectadores Árbitro(s): Mario Lira (Chile) |
| Unión Española clasifica a la Copa Libertadores 1975. |                                     |           |            |                                                                |                                                                |

## Goleadores
| Jugador                  | Goles | Equipo               |
| ------------------------ | ----- | -------------------- |
| Julio Crisosto           | 28    | Colo-Colo            |
| Juan Carlos Sarnari      | 24    | Universidad de Chile |
| Carlos Sintas            | 23    | Huachipato           |
| Alberto Hidalgo          | 20    | Palestino            |
| Sergio Ahumada           | 17    | Unión Española       |
| Jaime Barrera            | 15    | Deportes La Serena   |
| Fernando Pérez           | 15    | Magallanes           |
| Jorge Dubanced           | 15    | Santiago Wanderers   |
| Jorge Américo Spedaletti | 15    | Unión Española       |
| Alejandro Trujillo       | 14    | Unión Española       |
| Miguel Ángel Gamboa      | 13    | Colo-Colo            |
| Pedro Gallina            | 13    | Lota Schwager        |
| Fernando Espinoza        | 13    | Magallanes           |
| Pedro Pinto              | 13    | Palestino            |